# Европейска интеграция
Европейска интеграция е процесът на политическа, юридическа, икономическа (дори обществена и културна) интеграция на европейските държави, в това число и на държави, частично разположени в Европа. В днешно време европейската интеграция се постига главно чрез Европейския съюз и Съвета на Европа.

## Определение
Европейската интеграция е процес на взаимодействие между социалните и политическите институции на държавите в Европа. След Втората световна война процесите на интеграция стимулират създаването на непозната дотогава в политическата история на света политическа система – на Европейския съюз. Първоначално процесът на европейска интеграция се разглежда като ефективно средство за преодоляване на войната в Европа и установяване на мир след края на Втората световна война. Наред с това европейската интеграция се разглежда като възможност за преодоляване на икономическата криза след края на войната.
В политическата теория съществуват няколко подхода за изследване на европейската интеграция – междуправителствен, федералистки, институционален, функционалистки и др. В средата на 90-те години на 20 век се появяват и някои нови подходи за изследване на интеграционните процеси – Европа на променливата геометрия, Европа на концентричните кръгове, Европа a la carte.
В политическата наука се оформя самостоятелна област на изследвания – европейските изследвания.
Като научна област европейските изследвания включват анализа и изследването на политическите и икономическите теории за интеграционните процеси, политическите институции на интеграцията, методите за вземане на политически решения в Европейския съюз, политическите отношения, методите за политически лобизъм, формирането на общите политики на Съюза, политическите и икономическите интеграционни процеси, както и редица други проблеми от правен и икономически аспект.
В този смисъл европейската интеграция се обособява в края на 20 век като самостоятелен клон на политическите изследвания – европейски изследвания.

## Мрежа Жан Моне
През 1992 година Европейската комисия създава специална образователна мрежа – Жан Моне, която включва над 70 университета и университетски програми, които отговарят на нейните образователни изисквания за преподаване по посочените дисциплини.
Целта на мрежата е да обогати и задълбочи познанията по европейски въпроси чрез обучение, дебати и академичната дейност на професорите „Жан Моне“ и центровете „Жан Моне“ и да улесни старта на академични програми за изучаване на Европейската интеграция (като под Европейска интеграция се разбира развитието на Европейската общност и свързаните с това институционални, правни, политически, икономически и социални промени). Същността на мрежата „Жан Моне“ позволява тя да подбира измежду особено широк кръг от високи авторитети в страните-членки на Съюза и извън него.
В България в мрежата Жан Моне участва магистърската програма по Европейска интеграция на Нов български университет.
Европейската комисия одобри и 750 професори, които отговарят на високите критерии. В България професори Жан Моне са само четирима души: Маргарита Шивергева от Нов български университет и Красимир Николов от Варненския свободен университет, и в правните науки – проф. Евгени Танчев (Юридическия факултет на Софийския университет „Св. Климент Охридски“) и от 2012 г. доц. д.ю.н. Атанас Семов (също от Юридическия факултет на Софийския университет „Св. Климент Охридски“).

## Програма Жан Моне
Програма „Жан Моне“ отпуска грантове за покриване на разходите за академични дейности, свързани с европейската интеграция, в университети в и извън Европейския съюз. Дейностите, които се финансират, са разделени на две групи:

### Преподавателски дейности
1. Ръководители на катедра „Жан Моне“ (Jean Monnet Chairs) – това е символичен термин, който съответства на щатно преподавателско място. Всички курсове и преподавателски дейности трябва да са посветени на европейската интеграция (минимум 120 часа за една академична година). Проектите могат да бъдат с продължителност до 5 г., като за всеки проект се отпускат до 45 000 EUR;
2. Ad personam ръководител на катедра „Жан Моне“ – тази титла е запазена за преподаватели, които имат особени заслуги в областта на европейската интеграция, признати от академичната общност на международно ниво;
3. Центрове „Жан Моне“ (Jean Monnet Centres of Excellence) – това са структури, които създават фонд за научни, човешки и документални ресурси за проучване на европейската интеграция в един или повече университети. Включват дейности в две или повече от следните области: общностно законодателство, европейска икономическа интеграция, европейска политическа интеграция и история на изграждането на Европа. Проектите могат да бъдат с продължителност до 5 г., като за всеки проект се отпускат до 75 000 EUR;
4. Модули „Жан Моне“ – това са кратки програми (с минимална продължителност от 30 учебни часа за една академична година), свързани с изучаването на европейската интеграция, които са съсредоточени в провеждането на курсове по европейска интеграция, развитие на Европейския съюз, летни курсове. Модулите могат да бъдат мултидисциплинарни и са насочени към студенти, които не изучават директно европейската интеграция (студенти от области като медицина, техника, изкуство и т.н.). Проектите могат да бъдат с продължителност до 5 г., като за всеки проект се отпускат до 21 000 EUR.

### Научни и изследователски дейности
1. Подкрепа за Асоциацията на професорите и изследователите на европейската интеграция – ясно формулираната ѝ цел е да спомогне за изучаването на процеса на европейска интеграция и да повиши осведомеността на регионалните и национални научни ресурси в тази област. Проектите могат да бъдат с продължителност до 5 г., като за всеки проект се отпускат до 25 000 EUR;
2. Подкрепа за информационни и изследователски дейности, свързани с европейската интеграция – има за цел да насърчава дискусията, отразяването и опознаването на процеса на европейска интеграция. Проектите могат да бъдат с продължителност до 1 г., като за всеки проект се отпускат до 50 000 EUR; 3. Създаване на транснационални изследователски групи „Жан Моне“ – партньорството между поне три ръководители на катедри "Жан Моне от три различни страни води до създаването на интегрирана университетска мрежа с общ изследователски план и мултидисциплинарна синергия в областта на изучаването на европейската интеграция. Проектите могат да бъдат с продължителност до 2 г., като за всеки проект се отпускат до 100 000 EUR. Общият бюджет за проекти по програма „Жан Моне“ за 2007 г. е 4 411 000 EUR.

## Образователни програми
В редица университети в страната се преподава специалността „Европеистика“, която е разширен аналог на „Европейска интеграция“.
През 1998 г. в Софийския университет „Св. Климент Охридски“ е създадена катедра „Европеистика“, а от 1999 г. започва прием на студенти в бакалавърска програма по европеистика. Катедрата администрира и магистърски програми – „Европейска интеграция“, „Европеистика и социални науки“, „Европейски изследвания“.
Нов български университет предлага магистърска програма по европейско управление.